# Hoy somos más
Violetta - Hoy Somos Más (título original) e Hoje somos mais (no Brasil) é o terceiro CD da telenovela do Disney Channel Violetta e contém 13 músicas inéditas, em versões física e digital. O álbum conseguiu primeiras posições no ranking de albuns mais vendidos em quase todos os países em que lançou . No Paraguai o álbum se tornou o mais vendido superando o número de vendas do álbum "Take Me Home" da banda britânica, One Direction, e do álbum "Believe Acoustic" do cantor canadense, Justin Bieber no país . Quebrou recorde de venda na Itália, França, Espanha e Bélgica, onde também se tornou o álbum mais vendido. Em 2014, Hoy Somos Más já tinha vendido 1 milhão de cópias ao total e recebeu certificado de diamante na Argentina. O álbum foi indicado ao prêmio World Music Awards na categoria melhor álbum na qual não venceu.

## Faixas
| CD  | |         |  |
| N.º | Título | Duração |  |
| 1.  | "Hoy somos más" (Martina Stoessel)                                                                               | 2:55    |  |
| 2.  | "Entre dos mundos" (Jorge Blanco)                                                                                | 2:54    |  |
| 3.  | "Yo soy así" (Diego Domínguez)                                                                                   | 3:35    |  |
| 4.  | "Peligrosamente bellas" (Mercedes Lambre e Alba Rico)                                                            | 3:11    |  |
| 5.  | "Euforia" (Elenco de Violetta)                                                                                   | 2:47    |  |
| 6.  | "Código amistad" (Martina Stoessel, Lodovica Comello e Candelaria Molfese)                                       | 3:03    |  |
| 7.  | "Cómo quieres" (Martina Stoessel)                                                                                | 2:32    |  |
| 8.  | "Alcancemos las estrellas" (Martina Stoessel, Lodovica Comello, Mercedes Lambre, Candelaria Molfese e Alba Rico) | 3:24    |  |
| 9.  | "Nuestro camino" (Martina Stoessel e Jorge Blanco)                                                               | 3:32    |  |
| 10. | "On Beat" (Elenco de Violetta)                                                                                   | 3:09    |  |
| 11. | "Algo se enciende" (Elenco de Violetta)                                                                          | 4:21    |  |
| 12. | "Luz, cámara, acción" (Ruggero Pasquarelli, Jorge Blanco, Samuel Nascimento e Diego Domínguez)                   | 2:29    |  |
| 13. | "Si es por amor" (Martina Stoessel e Mercedes Lambre)                                                            | 3:08    |  |

## Lançamentos e certificações
Foi lançado em América Latina em 11 de junho de 2013 e no Brasil foi lançado em 16 de outubro de 2013. O álbum recebeu disco de platina duplo na Argentina para a venda de 80.000 unidades.
| Região    | Certificações    |
| --------- | ---------------- |
| Argentina | Diamante 250.000 |
| Chile     | Ouro +5.000      |
| Espanha   | Ouro 20.000      |
| Polônia   | Ouro +10.000     |